# Metaphycus sibiricus
Metaphycus sibiricus är en stekelart som beskrevs av Sugonjaev 1977. Metaphycus sibiricus ingår i släktet Metaphycus och familjen sköldlussteklar.
Artens utbredningsområde är:
- Kazakstan.
- Mongoliet.

Inga underarter finns listade i Catalogue of Life.